# Copa Asobal 1996
La VII edición de la Copa Asobal se celebró entre el 28 y el 29 de diciembre de 1996, en el Pabellón Municipal de Camargo y en el Pabellón La Albericia de Santander (Cantabria).
En ella participarán el FC Barcelona, el Prosesa Ademar León, el BM Caja Cantabria Santander y el Elgorriaga Bidasoa.
El vencedor tiene como premio la participación en la Copa IHF de la próxima temporada.

## Eliminatorias
|  | Semifinales              | Semifinales              | Semifinales         |                     |                          | Final                    | Final | Final |  |
|  |                          |                          |                     |                     |                          |                          |       |       |  |
|  |                          |                          |                     |                     |                          |                          |       |       |  |
|  | Caja Cantabria Santander | Caja Cantabria Santander | 22                  |                     |                          |                          |       |       |  |
|  | Caja Cantabria Santander | Caja Cantabria Santander | 22                  |                     |                          |                          |       |       |  |
|  | Elgorriaga Bidasoa       | Elgorriaga Bidasoa       | 17                  |                     |                          |                          |       |       |  |
|  | Elgorriaga Bidasoa       | Elgorriaga Bidasoa       | 17                  |                     | Caja Cantabria Santander | Caja Cantabria Santander | 30    |       |  |
|  |                          |                          |                     |                     | Caja Cantabria Santander | Caja Cantabria Santander | 30    |       |  |
|  |                          |                          | Prosesa Ademar León | Prosesa Ademar León | 22                       |                          |       |       |  |
|  | FC Barcelona             | FC Barcelona             | Prosesa Ademar León | Prosesa Ademar León | 22                       | 31                       |       |       |  |
|  | FC Barcelona             | FC Barcelona             |                     |                     |                          | 31                       |       |       |  |
|  | Prosesa Ademar León      | Prosesa Ademar León      | 32                  |                     |                          |                          |       |       |  |
|  | Prosesa Ademar León      | Prosesa Ademar León      | 32                  |                     |                          |                          |       |       |  |
|  |                          |                          |                     |                     |                          |                          |       |       |  |

### Semifinales

#### Caja Cantabria Santander[1]- Elgorriaga Bidasoa
| 28 de diciembre de 1996 | Caja Cantabria Santander | 22:17 (12:8) | Elgorriaga Bidasoa | Pabellón La Albericia, Santander                                             |                                                                              |
|                         | Urdiales 4               |              | David Rodríguez 6  | Asistencia: 2.000 espectadores Árbitro(s): Gallego (España) y Lamas (España) | Asistencia: 2.000 espectadores Árbitro(s): Gallego (España) y Lamas (España) |

#### FC Barcelona - Prosesa Ademar León[2]
| 28 de diciembre de 1996 | FC Barcelona | 31:32 (26:26) (13:12) | Prosesa Ademar León | Pabellón Polideportivo Pedro Velarde, Muriedas     |                                                    |
|                         | Shchepkin 6  |                       | Skrbic 8            | Árbitro(s): A. Amigó (España) y R. Costas (España) | Árbitro(s): A. Amigó (España) y R. Costas (España) |

### Final[3]

#### Caja Cantabria Santander - Prosesa Ademar León
| 29 de diciembre de 1996 | Caja Cantabria Santander | 30:22 (13:10) | Prosesa Ademar León | Pabellón La Albericia, Santander                                                        |                                                                                         |
|                         | Lakimovic 9              |               | Hernández 4         | Asistencia: 3.000 espectadores Árbitro(s): A. Amigó (España) y R. Costas Lamas (España) | Asistencia: 3.000 espectadores Árbitro(s): A. Amigó (España) y R. Costas Lamas (España) |

| Cantabria                                   |
| Campeón Caja Cantabria Santander 3.º título |